# Мировая лига 1990 (волейбол)
1-й розыгрыш Мировой лиги — международного турнира по волейболу среди мужских национальных сборных — прошёл с 27 апреля по 15 июля 1990 года с участием 8 команд. Финальный этап был проведён в Осаке (Япония). Победителем турнира стала сборная Италии.

## Команды-участницы
CEV: Италия, Нидерланды, СССР, Франция;
AVC: Китай, Япония;
NORCECA:  США;
CSV: Бразилия.

## Система проведения розыгрыша
В интерконтинентальном раунде 8 команд были разбиты на две группы. В группах соревнования проходили по системе с разъездами в два круга спаренными матчами. По две лучшие команды из групп вышли в финальный раунд.
В финальном раунде команды по системе плей-офф определили призёров турнира.

## Интерконтинентальный раунд

### Группа А
| М | Команда  | 1               | 2               | 3               | 4               | И  | В | П  | С/П   | О  |
| - | -------- | --------------- | --------------- | --------------- | --------------- | -- | - | -- | ----- | -- |
| 1 | Италия   |                 | 2:3 3:1 1:3 1:3 | 3:2 3:2 3:2 3:0 | 3:0 3:1 3:1 3:1 | 12 | 9 | 3  | 31:19 | 21 |
| 2 | Бразилия | 3:2 1:3 3:1 3:1 |                 | 3:2 0:3 3:0 1:3 | 3:2 3:1 3:1 3:1 | 12 | 9 | 3  | 29:20 | 21 |
| 3 | Франция  | 2:3 2:3 2:3 0:3 | 2:3 3:0 0:3 3:1 |                 | 3:2 3:2 1:3 3:0 | 12 | 5 | 7  | 24:26 | 17 |
| 4 | США      | 0:3 1:3 1:3 1:3 | 2:3 1:3 1:3 1:3 | 2:3 2:3 3:1 0:3 |                 | 12 | 1 | 11 | 15:34 | 13 |

Франция — США 3:2 (15:11, 15:10, 14:16, 13:15, 17:16); 3:2 (16:14, 3:15, 5:15, 15:9, 16:14).
Италия — Бразилия 2:3 (12:15, 15:13, 6:15, 15:8, 12:15); 3:1 (15:10, 15:5, 10:15, 15:10).
Италия — США 3:0 (16:14, 15:7, 15:4); 3:1 (10:15, 15:8, 15:6, 15:11).
Франция — Бразилия 2:3 (15:12, 15:12, 4:15, 13:15, 12:15); 3:0 (15:6, 15:9, 15:9).
США — Франция 3:1 (15:9, 9:15, 15:11, 15:10); 0:3 (11:15, 9:15, 9:15).
Бразилия — Италия 3:1 (15:3, 15:7, 7:15, 15:13); 3:1 (15:9, 12:15, 16:14, 17:16).
Бразилия — Франция 3:0 (15:12, 15:13, 15:6); 1:3 (14:16, 15:10, 6:15, 11:15).
США — Италия 1:3 (10:15, 4:15, 17:15, 12:15); 1:3 (15:13, 7:15, 7:15, 14:16).
Бразилия — США 3:2 (9:15, 15:7, 12:15, 15:3, 17:15); 3:1 (15:6, 12:15, 15:9, 15:7).
Италия — Франция 3:2 (12:15, 8:15, 15:12, 15:7, 15:12); 3:2 (10:15, 15:13, 6:15, 15:10, 15:7).
США — Бразилия 1:3 (15:13, 9:15, 8:15, 6:15); 1:3 (12:15, 11:15, 15:9, 7:15).
Франция — Италия 2:3 (15:6, 2:15, 15:11, 11:15, 11:15); 0:3 (6:15, 3:15, 8:15).

### Группа В
| М | Команда    | 1               | 2               | 3               | 4               | И  | В  | П  | С/П   | О  |
| - | ---------- | --------------- | --------------- | --------------- | --------------- | -- | -- | -- | ----- | -- |
| 1 | Нидерланды |                 | 3:0 3:0 3:1 1:3 | 3:0 3:0         | 3:0 3:0         | 12 | 11 | 1  | 34:4  | 23 |
| 2 | СССР       | 0:3 0:3 1:3 3:1 |                 | 3:1 1:3 3:0 3:0 | 3:0 3:0 3:0 3:1 | 12 | 8  | 4  | 26:15 | 20 |
| 3 | Япония     | 0:3 0:3         | 1:3 3:1 0:3 0:3 |                 | 3:0 3:0 3:0 3:1 | 12 | 5  | 7  | 16:23 | 17 |
| 4 | Китай      | 0:3 0:3         | 0:3 0:3 0:3 1:3 | 0:3 0:3 0:3 1:3 |                 | 12 | 0  | 12 | 2:36  | 12 |

Нидерланды — СССР 3:0 (15:9, 15:13, 15:11); 3:0 (15:3, 15:2, 17:16).
СССР — Нидерланды 1:3 (13:15, 15:13, 10:15, 10:15); 3:1 (15:17, 15:12, 15:7, 15:9).
Япония — СССР 1:3 (15:12, 8:15, 10:15, 14:16); 3:1 (15:13, 11:15, 15:13, 16:14).
Нидерланды — Китай 3:0 (15:8, 15:6, 15:12); 3:0 (15:3, 16:14, 15:7).
Нидерланды — Япония 3:0 (15:7, 15:5, 15:13); 3:0 (15:7, 15:12, 15:11).
СССР — Китай 3:0 (15:8, 15:8, 15:10); 3:0 (15:3, 15:9, 15:12).
Китай — СССР 0:3 (7:15, 2:15, 6:15); 1:3 (15:12, 14:16, 6:15, 5:15).
Япония — Нидерланды 0:3 (10:15, 12:15, 8:15); 0:3 (3:15, 7:15, 4:15).
СССР — Япония 3:0 (15:9, 15:10, 15:8); 3:0 (15:13, 15:5, 15:12).
Китай — Нидерланды 0:3 (4:15, 8:15, 9:15); 0:3 (12:15, 5:15, 11:15).
Япония — Китай 3:0 (15:10, 15:8, 15:5); 3:0 (15:7, 15:13, 15:11).
Китай — Япония 0:3 (10:15, 12:15, 7:15); 1:3 (15:5, 3:15, 5:15, 9:15).

## Финальный раунд
14—15 июля.  Осака.

### Полуфинал
14 июля
Нидерланды — Бразилия 3:0 (15:7, 15:7, 15:10)
Италия — СССР 3:2 (15:12, 16:17, 15:11, 14:16, 15:9)

### Матч за 3-е место
15 июля
Бразилия — СССР 3:1 (14:16, 15:7, 15:10, 15:12).

### Финал
15 июля
Италия — Нидерланды 3:0 (15:7, 16:14, 16:14).

## Итоги

### Положение команд
| Италия       |
| Нидерланды   |
| Бразилия     |
| 4. СССР      |
| 5—6. Франция |
| 5—6. Япония  |
| 7—8. США     |
| 7—8. Китай   |

### Призёры
Италия: Андреа Гардини, Стефано Маргутти, Фердинандо Де Джорджи, Паоло Тофоли, Роберто Маскьярелли, Андреа Анастази, Марко Браччи, Лоренцо Бернарди, Лука Кантагалли, Андреа Дзордзи, Андреа Луккетта, Симоне Джаццоли, Микеле Пазинато, Лиано Петрелли, Марко Мартинелли, Джузеппе Лоро, Рикардо Галлиа. Главный тренер — Хулио Веласко.
  Нидерланды: Эдвин Бенне, Петер Бланже, Рон Баудри, Тён Бюй, Роб Граберт, Хенк-Ян Хелд, Пауль Камелинк, Рональд Зодсма, Рон Звервер, Авитал Селинджер, Мартин ван дер Хорст. Главный тренер — Ари Селинджер.
  Бразилия: Эдуардо Арруда, Жорже Брито, Джоване Гавио, Антонио Говея (Карлан), Жанелсон Карвальо, Маурисио Лима, Алсидио ди Мелло (Сидан), Марсело Неграо, Вагнер да Роша, Алешандре Самуэл (Танда), Пауло Силва (Паулао), Помпеу да Силва, Андре Ферейра (Пампа), Ногерас Фильо. Главный тренер — Жозенилдо ди Карвальо.

### Индивидуальные призы
MVP:  Андреа Дзордзи
Лучший нападающий:  Рон Звервер
Лучший блокирующий:  Андреа Гардини
Лучший в защите:  Роб Граберт